# 東羅京安 (北卡羅萊納州)
東羅京安（英語：East Rockingham）是位於美國北卡羅萊納州里奇蒙縣的普查規定居民點。

## 人口
根據2020年美國人口普查的數據，東羅京安的面積為8.91平方千米，當中陸地面積為8.85平方千米，而水域面積為0.06平方千米。當地共有人口3471人，而人口密度為每平方千米389.56人。